# Программно-определяемая сеть хранения
Программно-определяемая сеть хранения (также …система хранения, …среда хранения; англ. software-defined storage, SDS) — программное решение, обеспечивающее создание сети хранения данных на неспециализированном оборудовании массового класса, как правило, группе серверных узлов архитектуры x86-64 под управлением операционных систем общего назначения (Linux, Windows, FreeBSD). Основная отличительная возможность — виртуализация функции хранения, отделяющая аппаратное обеспечение от программного, которое управляет инфраструктурой хранения; в этом смысле является развитием концепции программно-определяемой сети, специализированном для систем хранения.
Аппаратное обеспечение в такой сети хранения обычно без какой-либо аппаратной агрегации или защиты предоставляет доступные накопители в программную часть, которая, как правило, объединяет их в пулы, и уже в рамках агрегированных пулов реализуются необходимые функции выделения томов, их презентации, ведения ограничений, управления производительностью, отработки отказов. Среди возможных функций программного уровня — кэширование, дедупликация, репликация, мгновенные снимки, резервное копирование, тонкое резервирование.
Центральную роль программно-определяемые сети хранения играют в гиперконвергентных системах, где обеспечивают отказоустойчивую среду хранения томов виртуальных машин в предконфигурированных системах на базе серверного оборудования массового класса, выполняющих функции одновременно узлов сети хранения и узлов виртуализации вычислительных ресурсов. Среди серийно используемых продуктов для построения программно-определяемых сетей хранения — vStorage (Virtuozzo), vSAN (VMware), GlusterFS и Ceph (обе — Red Hat), Storage Spaces Direct (Microsoft), Р-Хранилище (Р-Платформа).